# Desmonts
Desmonts – miejscowość i gmina we Francji, w Regionie Centralnym, w departamencie Loiret.
Według danych na rok 1990 gminę zamieszkiwały 154 osoby, a gęstość zaludnienia wynosiła 32 osoby/km² (wśród 1842 gmin Regionu Centralnego Desmonts plasuje się na 983. miejscu pod względem liczby ludności, natomiast pod względem powierzchni na miejscu 1371.).